# لي هاربر
لي هاربر (بالإنجليزية: Lee Harper)‏ (30 أكتوبر 1971 تشيلسي المملكة المتحدة - ) هو لاعب كرة قدم بريطاني يلعب كحارس مرمى.

## وصلات خارجية
لي هاربر على موقع قاعدة بيانات كرة القدم.إي يو (الإنجليزية)
- لي هاربر على موقع Soccerbase.com (لاعب) (الإنجليزية)
- لي هاربر على موقع عالم كرة القدم.نت (الإنجليزية)